# Hofferia mauritanica
Hofferia mauritanica är en biart som först beskrevs av Lucas 1846.  Hofferia mauritanica ingår i släktet Hofferia och familjen buksamlarbin. Inga underarter finns listade i Catalogue of Life.